# Qelëz
Qelëz is een plaats en voormalige gemeente in de stad (bashkia) Pukë in de prefectuur Shkodër in Albanië. Sinds de gemeentelijke herindeling van 2015 doet Qelëz dienst als deelgemeente en is het een bestuurseenheid zonder verdere bestuurlijke bevoegdheden. De plaats telde bij de census van 2011 1.761 inwoners.

## Bevolking
In de volkstelling van 1 april 2011 telde de (voormalige) gemeente Qelëz 1.761 inwoners, een daling van ruim 1.000 personen ten opzichte van 2.791 inwoners op 1 oktober 2001. De gemiddelde jaarlijkse groei komt hiermee uit op −4,3%, hetgeen lager is dan het landelijke gemiddelde van −0,80%.
Het aandeel van de bevolking tussen 0 en 14 jaar was 24,2% (427 personen), tussen 15 en 64 jaar 64,7% (1.139 personen) en ten slotte was 11,1% van de bevolking 65 jaar en ouder (195 personen).

### Religie
Van de bevolking van Qelëz rekende ongeveer 82% zich tot de Rooms-Katholieke Kerk, terwijl een substantiële minderheid aanhanger van de (soennitische) islam was.
| Plaats | Bevolking (2011) | Islam (%)    | Katholiek (%)  | Orthodox (%) | Bektashisme (%) |  |
| ------ | ---------------- | ------------ | -------------- | ------------ | --------------- |  |
| Qelëz  | 1.761            | 250 (14,18%) | 1.445 (82,03%) | 1 (0,05%)    | - (-)           |  |